# Harttia longipinna
Harttia longipinna es una especie de peces gato (orden Siluriformes) de la familia Loricariidae.

## Morfología
Los machos pueden llegar alcanzar los 10,7 cm de longitud total.

## Hábitat
Es un pez de agua dulce.

## Distribución geográfica
Se encuentran en Sudamérica: cuenca del río São Francisco.